# 신트외스타티위스섬의 국가
금빛 바위(영어: Golden Rock)는 신트외스타티위스섬의 국가로, 피터 판 더 회벨이 제작했다.

## 가사
Between the deep blue ocean
And the Caribbean Sea
Where the waves are all in motion
Lies a Pearl so dear to me
From Quill to little mountain
From Venus to White Wall
Long ago a golden fountain
Once a diamond waterfall
Golden Rock I'll always miss you
When I am far from thee
Never ever I'll forget you
Wheresoever I may be

## 해석
깊고 푸른 바다 사이
그리고 카리브해
파도가 모두 움직이는 곳
진주가 내게 사랑해
퀼에서 작은 산까지
금성에서 흰 벽까지
오래 전에 황금 샘
다이아몬드 폭포
골든 락 난 항상 당신을 그리워합니다
내가 너와 멀었을 때
절대 너를 잊을 수 없어
어디든지